# Annie Oakley
Annie Oakley, egentlig Phoebe Ann Mosey, (født 13. august 1860 nær Willowdell (daværende Woodland), Darke County, Ohio, død 3. november 1926 i Greenleaf, Ohio) var en amerikansk legendarisk skuespiller og skarpskytte. Blandt hendes specielle evner var, at hun kunne træffe kanten af et spillekort på 90 fods afstand, en mønt kastet op i luften og enden på en cigaret i ægtemanden, Frank Butlers, mundvig.
Som teenager deltog hun i Buffalo Bills Wild West Show. Hun blev alment kendt, da hun formåede at besejre skarpskytten Frank Butler. Derefter giftede de sig 23. august 1876.
Der findes en kendt musical om Oakley og hendes liv, Annie Get Your Gun, som blev filmatiseret (Annie Get Your Gun) i 1950. I filmen spillede Betty Hutton Annie Oakley og Howard Keel spillede Frank Butler.
Der blev lavet en række kortfilm om Annie Oakley i 1890'erne.

## Tidlige liv
Annie Oakley med fødenavnet Phoebe Ann (Annie) Mosey blev født den 13. august 1860 i en bjælkehytte omkring 3 km nordvest for Woodland, det nuværende Willowdell, i Darke County, Ohio, et landbrugsområde langs statsgrænsen til Indiana. Hendes fødested er ca. 8 km øst for North Star. I nærheden af dette sted har ”Annie Oakley Committee” (En forening oprettet for at promovere Annie Oakley) opsat en stenmonteret plakette i 1981, 121 år efter hendes fødsel.
Annies forældre var kvækere af engelsk oprindelse fra Hollidaysburg, Blair County, Pennsylvania og blev gift i 1848: Susan Wise, 18 år, og Jacob Mosey, født 1799, 49 år. De flyttede til en lejet gård (senere købt ved optagelse af lån) i Patterson Township, Darke County Ohio, på et tidspunkt omkring 1855.
Annie, der var født i 1860, var dedt sjette af Jacob og Susans ni børn, og det femte af syv overlevende. Hendes søskende var Mary Jane (1851–1867), Lydia (1852–1882), Elizabeth (1855–1881), Sarah Ellen (1857–1939), Catherine (1859–1859), John (1861–1949), Hulda (1864–1934) og et dødfødt spædbarn i 1865. Annies far, der havde kæmpet i den Den britisk-amerikanske krig (1812), blev invalid efter at have været underafkølet under en snestorm sent i 1865 and døde af lungebetændelse 66 år gammel tidligt i 1866. Hendes mor giftede sig senere med Daniel Brumbaugh, fik yderligere datteren, Emily (1868–1937), og blev nok engang enke.
Som følge af den fattigdom der fulgte i sporene efter faderens død, kom Annie som barn ikke regelmæssigt i skole, men hun deltog senere i barndommen og i voksenalderen. Da hun var blevet ni år gammel, blev hun den 15. marts 1870, sammen med sin søster Sarah Ellen, optaget på Darke County Infirmary. Ifølge hendes selvbiografi blev han taget i pleje af hospitalets forstander, Samuel Crawford Edington, og hans kone Nancy, der lærte hende at sy og dekorere. I begyndelsen af foråret 1870 blev hun ”sat i tjeneste” hos en lokal familie for at hjælpe til med at passe deres søn, der var et spædbarn, mod det falske løfte, at hun ville få 50 cent om ugen og en uddannelse. Parret havde oprindelig ønsket at få en person, der kunne pumpe vand, lave mad og som var større. Hun tilbragte omkring to år hos dem i noget der lignede slaveri, hvor huns udholdt mental og psykisk misbrug. En gang sendte konen som straf Annie barfodet ud i kulden, fordi hun var faldet i søvn over noget syarbejde. Annie omtalte dem som ”ulvene”. Selv i sin selvbiografi afslørede hun aldrig parrets virkelige navne.
Ifølge biografiforfatteren Glenda Riley, kunne ”ulvene” have været familien Studabaker, men folketællingen fra 1870 (U.S. Census) antyder at det var Abram Boose familien i naboamtet Preble County Ohio. Ved forårstid i 1872 løb Annie væk fra ”ulvene”. Biografiforfatteren Shirl Kasper skriver, at det kun var på dette tidspunkt hun mødte og boede sammen med familien Edingtons, og hun vendte hjem til sin mor, da hun var ca. 15 år gammel.
Annie begyndte at fange med fælder da hun var syv, skød med våben og jagede da hun var otte, for at forsørge sine søskende og sin mor, der var enke. Hun solgte sine fangster til de lokale i Greenville, såsom butiksejerne Charles and G. Anthony Katzenberger, der videresolgte det til hoteller i Cincinnati og andre byer. Hun solgte også sine fangster til restauranter og hoteller i det nordlige Ohio. Hendes evner fik betalt gælden af sin moders gård af, da Annie var 15.

## Debut og ægteskab
Annie blev hurtigt velkendt i regionen. På Thanksgiving Day i 1875, optrådte Baughman & Butler med deres skydeopvisning udført i Cincinnati, Ohio. Det omrejsende show med skarpskytten og tidligere hundetræner Frank E. Butler (1847–1926), en irsk immigrant, indgik et $100 væddemål med Cincinnati hotelejeren Jack Frost, at han kunne slå en hvilken som helst lokal skytte. Hotelejeren arrangerede en skydekonkurrence mellem Butler og den 15-årige Annie, og han sagde: ”Den sidste modstander Butler forventede at møde, var en fem fod høj 15-årig pige med navnet Annie." Efter at han missede det 25. skud, tabte Butler skydekonkurrencen og væddemålet. En anden optegnelse siger, at Butler ramte på sit sidste skud, men at lerduen faldt ned omkring 2 feet (60 cm) bagved afgrænsningslinjen. Han begyndte snart herefter at kurtisere Annie og de blev gift. De fik ingen børn.
Ifølge nutidige opgørelser i "The Cincinnati Enquirer" er det sandsynligt, at skydekonkurrencen kan have fundet sted i 1881 og ikke i 1875. Det ser ud som om, at tidspunktet for hændelsen ikke blev registreret. Biografi-forfatteren Shirl Kasper siger at konkurrencen fandt sted i foråret 1881 nær Greenville, sandsynligvis i North Star som omtalt af Butler i interviews i 1903 og 1924. Andre kilder synes at pege på North Fairmount, et område nær Cincinnati, hvis hændelsen fandt sted i 1881. Annie Oakley Center Foundation siger, at Oakley besøgte sin gifte søster Lydia Stein i hendes hjem nær Cincinnati i 1875. Den oplysning er ikke korrekt, fordi Lydia ikke blev gift med Joseph C. Stein før den 19. marts 1877. Uanset alle spekulationer er det mest sandsynligt, at Oakley og hendes moder besøgte Lydia i 1881, fordi hun var alvorlig syg med tuberkulose. The Bevis House hotel var fortsat drevet af af Martin Bevis and W. H. Ridenour i 1875. Det åbnede omkring 1860 efter at bygningen tidligere blevet anvendt til at emballere svinekød. Jack Frost overtog ikke ledelsen af hotellet før 1879. Baughman & Butlers show med skydeopvisning blev først omtalt i avisen The Cincinnati Enquirer i 1880. De underskrev sig som Sells Brothers Circus i 1881 og optrådte i Coliseum Opera House senere samme år.
Uanset den faktiske dato for skydekonkurrencen, blev Oakley og Butler gift året efter. Et certifikat registreret i Ontarios Arkiver, registreringsnummer 49594, angiver at Butler and Oakley blev gift den 20. juni 1882 i Windsor (Ontario), Ontario. Mange kilder angiver at brylluppet fandt sted den 23. august 1876 i Cincinnati, men ingen registrerede dokumenter bekræfter denne dato. En sandsynlig årsag til disse modstridende datoer er, at Butlers skilsmisse fra sin første kone, Henrietta Saunders, ikke var endelig før i 1876. Fortegnelserne i folketællingen fra 1880 (U.S. Federal Census) angiver, at Saunders var gift. Kilder der omtaler Butlers første kone som Elizabeth ikke korrekte; Elizabeth var hans barnebarn og hendes far var Edward F. Butler. Igennem Oakleys karriere i showbusiness blev publikum ofte forledt til at tro, at hun var fem til seks år yngre end hun faktisk var. Den senere ægteskabsdato vil passe bedre med hendes fiktive alder.

## Karriere og turnéer
"Sigt efter det højeste mål og du vil ramme det. Nej, ikke første gang, ikke den anden gang og måske ikke den tredje. Men bliv ved med at sigte og fortsæt med at skyde, for kun træning vil gøre dig perfekt. Til sidst vil du ramme succesens  bulls eye."
Annie og Frank Butler boede et stykke tid i Cincinnati. Oakley er det kunstnernavn, som hun tog da hun og Frank begyndte at optræde sammen  menes at være taget fra byens nærhed til Oakley, hvor de boede. Nogle folk mener, at hun tog navnet fordi det var navnet på den mand, der havde betalt hendes togbillet, da hun var barn.
De blev en del af Buffalo Bill's Wild West Show i 1885. Fem fod høj fik Sitting Bull, der også optrådte i showet, til at give hende øgenavnet "Watanya Cicilla", der i de officielle reklamer blev gengivet som "Little Sure Shot" (Lille sikre skud).
Under hendes første engagement med ”the Buffalo Bill show” oplevede Oakley en intens professionel rivalisering med gevær skarpskytten Lillian Smith. Smith var elleve år yngre end Oakley og i en alder af 15 år indgik hun showet i 1886, hvilket kan have været den primære grund for Oakley til at ændre sin faktiske alder i de senere år, på grund af at Smiths pressedækning blev lige så gunstig som hendes. Oakley forlod midlertidig the Buffalo Bill show, men vendte tilbage 2 år senere, efter at Smith havde forladt det, tids nok til Verdensudstillingen i Paris 1889. Denne treårige turné kun Oakley som Amerikas første kvindelige stjerne. Hun tjente mere end nogen anden artist i showet, bortset fra "Buffalo Bill" Cody selv. Hun tjente også ekstra ved at optræde i mange shows ved siden af .
I Europa optrådte hun for dronning Victoria af Storbritannien, kong Umberto 1. af Italien, Frankrigs præsident Marie François Sadi Carnot og andre kronede statsoverhoveder. Oakley skød angiveligt asken af en cigaret, der blev holdt af den nyligt kronede kejserWilhelm 2. af Tyskland, efter hans anmodning.
Fra 1892 til 1904 havde Oakley og Butler deres hjem i Nutley, New Jersey.
Oakley argumenterede for, at kvinder kunne deltage i kamp som tjenstgørende under de Forenede Staters væbnede styrker. Hun skrev et brev til præsident William McKinley den 5. april 1898 hvor hun ”tilbød regeringen tjeneste fra et kompagni af 50 'kvindelige skarpskytter', som vil stille med egne våben og ammunition, hvis USA skulle gå i krig mod Spanien”.
Den spansk-amerikanske krig fandt sted, men Oakleys tilbud blev ikke accepteret. Theodore Roosevelt opkaldte dog sit frivillige kavaleri "Rough Riders" efter "Buffalo Bill's Wild West and Congress of Rough Riders of the World", hvor Oakley var en stor stjerne.
I 1901 (samme år hvor McKinley blev myrdet) blev Oakley slemt såret ved en togulykke, men kom sig efter delvis lammelse og 5 rygoperationer. Hun forlod Buffalo Bills show og i 1902 begyndte hun en mindre værdsat skuespillerkarriere i en sceneoptræden skrevet specielt til hende: The Western Girl. Oakley spillede karakteren Nancy Berry, der brugte en pistol, et gevær og et reb til at overmande en gruppe fredløse.
Igennem hele hendes karriere er det anslået, at Oakley oplærte mere end 15.000 kvinder i brugen af våben. Oakley var af den opfattelse, at det var bydende nødvendigt for kvinder at lære at bruge våben, og ikke kun som en fysisk eller mental træning, men for at kunne forsvare sig selv. Hun sagde: "Jeg kunne tænke mig at, at enhver kvinde kunne håndtere våben lige så naturligt, som de håndterer deres småbørn."

## Filmoptagelse

### The Little Sure Shot of the Wild West (Annie Oakley)
Buffalo Bill var venner med Thomas Alva Edison, og Edison byggede verdens største kraftværk til elproduktion på samme tidspunkt som ”Wild West Showet”. Buffalo Bill og 15 af hans indianerartister blev vist i to Kinetoskop film 24. september 1894.
I 1894 optrådte Oakley og Butler i Edisons Kinetoskop film The "Little Sure Shot of the Wild West," an exhibition of rifle shooting at glass balls, etc. som blev filmet 1. november 1894, i Edisons Black Maria studie af William Heise. Det var den ellevte film lavet efter at kommercielle femvisninger startede den 14 april1894.

## Skydefærdighed
I biografier, som fx af Shirl Kasper, gentages Oakleys egen fortælling om hendes første skud som otteårig: "Jeg så et egern løbe ned over græsset foran huset, gennem frugtplantagen og stoppe op ved et hegn for at få fat i en hickory nød.” Hun tog et gevær fra huset og skød mod egernet, og skrev senere: ”Det var et fantastisk skud, gik lige igennem hovedet fra den ene side til den anden”.
Encyclopædia Britannica bemærker at:

Oakley glemte aldrig at tilfredsstille sit publikum, og hendes præstationer som skarpskytte var virkelig utrolige. På 30 skridt kunne hun dele et spillekort, der blev hold med kanten mod hende; hun ramte 10-cents mønter , der blev kastet op i luften; hun skød cigaretter ud af munden på sin ægtemand, og et spillekort der blev kastet i luften, fik hun gennemhullet inden det ramte jorden

R. A. Koestler-Grack fortæller, at hun den 19. marts 1884 blev set af høvding Sitting Bull da:
Oakley sprang legende op på scenen, løftede sit gevær og sigtede mod et levende lys på en tønde. Med et skud fjernede hun flammen væk med en susende kugle. Sitting Bull så hende banke propper af flasker og skære gennem en cigar, som Butler holdt mellem tænderne.

## Sager om æreskrænkelse
I 1904 solgte sensationelle avishistorier om kokainforbuddet godt. Avismagnaten William Randolph Hearst offentliggjorde en falsk historie om, at Oakley var blevet anholdt for tyveri for at kunne betale for sit kokainforbrug. Den kvinde politiet faktisk havde anholdt, var en burlesqueartist, som fortalte politiet i Chicago, at hendes navn var Annie Oakley.
De fleste aviser der havde trykt historien havde bygget på Hearst artikel og de trak straks historien tilbage med undskyldninger, efter at de havde hørt om den injurierende fejl. I modsætning hertil forsøgte Hearst at undgå betaling af de forventede domstolsafgørelser på $20,000, ved at sende en efterforsker til Darke County, Ohio, med opgave om at indsamle sladder om Oakleys fortid, der kunne sværte hendes omdømme. Efterforskeren fandt ingenting.
Oakley brugte meget af sin tid i de næste seks år på at vinde alle undtagen en af hendes 55 retssager om æreskrænkelse mod aviser. Hun brugte flere penge på at føre sagerne, end hun fik i godtgørelse fra domstolene.

## Senere år og død
I 1912 opførte Butlerfamilien et hjem i bungalow-stil i Cambridge i Maryland. Det kaldes i dag for Annie Oakley House og kom på National Register of Historic Places i 1996. I 1917 flyttede de til North Carolina og genoptog deres offentlige liv.
Hun fortsatte med at sætte nye rekorder i hendes 60'ere, og hun var også engageret i omfattende velgørenhedsarbejde for kvinders rettigheder og andre sager, inklusive hendes støtte til unge kvinder hun kendte. Hun igangsatte sit comeback og havde planer om at deltage i en stumfilm i spillefilmslængde. Hun ramte 100 ler-mål på en række fra 15 meters afstand i en alder af 62 år i 1922, hvor hun deltog i en skydekonkurrence i Pinehurst, North Carolina.
I slutningen af 1922 var parret i en bilulykke, der tvang hende til at bære en stålskinne på sit højre ben. Hun optrådte igen efter mere end et år med genoptræning, og hun satte rekorder i 1924.
Hendes helbred blev dårligere i 1925, og hun døde af pernicious anemia (mangel på vitamin B12) i Greenville, Ohio i en alder af 66 år den 3. november 1926. Hun blev kremeret og hendes aske blev begravet på Brock Cemetery, nær Greenville.
Ifølge B. Haugen var Butler så ramt af Oakleys død, at han stoppede med at spise, og han døde 18 dage senere i Michigan; han blev begravet ved siden af hendes aske. Kasper skriver at Butlers dødscertifikat angav "senilitet" som årsagen til hans død. Et rygte siger at Oakleys aske blev placeret inden i et af hendes trofæer, og blev Butlers kiste inden han blev begravet. Både liget og asken blev begravet til thanksgiving den 25. november 1926.
Efter hendes død blev hendes uafsluttede selvbiografi givet til scenekomikeren Fred Stone, og man fandt ud af, at hele hendes formue var blevet givet til familie og hendes velgørenhedsinteresser.
En stor samling af Oakleys personlige ejendele, trofæer fra skydekonkurrencer og våben er permanent udstillet på Garst Museum og National Annie Oakley Center i Greenville, Ohio. Hun er blevet indskrevet i Trapshooting Hall of Fame, ved National Cowgirl Museum and Hall of Fame i Fort Worth i Texas, National Women's Hall of Fame, Ohio Women's Hall of Fame samt New Jersey Hall of Fame.

## Indflydelse
Oakleys verdensberømmelse som skarpskytte gjorde det muligt for hende, at tjene flere penge end de fleste andre artister i Buffalo Bill showet. Hun glemte ikke sine rødder efter hun opnåede finansiel og økonomisk styrke. Hun og Butler donerede ofte midler til organisationer for forældreløse. Udover sin økonomiske indflydelse, har hun haft betydning for kvinder.
Oakley opfordrede til at kvinder kunne tjenstgøre under krig, selvom præsident McKinley afslog hendes tilbud om at lade kvindelige skarpskytter deltage i den Spansk-amerikanske krig. Udover dette tilbud til præsidenten var Oakley af den opfattelse, at kvinder skulle lære at betjene våben for det indtryk myndighed det ville indebære Laura Browder drøfter hvordan Oakleys berømmelse gav håb til kvinder og ungdom i bogen Her Best Shot: Women and Guns In America. Oakley pressede på for at gøre kvinder uafhængige og uddannede. Hun var en nøgleskikkelse i dannelsen af billedet på den amerikanske cowgirl. I kraft af dette billede skabte hun et betydeligt bevis for, at kvinder er lige så dygtige som mænd, hvis man for mulige for selv at vise sit værd.

## Afbildninger i populærkulturen
- Barbara Stanwyck spillede Oakley i filmen Annie Oakley (1935).
- Irving Berlin Broadway musical Annie Get Your Gun (1946) er løst baseret på hendes liv.[59] Den oprindelige opsætning havde Ethel Merman som Oakley, og hun medvirkede også i genopførslen i 1966.
  - 1950 filmversionen af musicalen havde Betty Hutton og Howard Keel på rollelisten.
  - Adskillige år efter at have hovednavn på en national turné i 1948 spillede Mary Martin igen Oakley i NBC fjernsyns-special fra 1957, hvor også John Raitt medvirkede i rollen som Frank Butler.
- Gail Davis spillede en fiktionaliseret udgave af Oakley i tv-serien Annie Oakley (1954 til 1956).
- Geraldine Chaplin spillede Oakley i Buffalo Bill and the Indians, or Sitting Bull's History Lesson (1976).
- Jamie Lee Curtis spillede Oakley i Tall Tales & Legends (1985).
- Reba McEntire spillede Oakley i Buffalo Girls (1996), sammen med Anjelica Huston, Melanie Griffith og Tom Wopat.
- Elizabeth Berridge spillede Oakley i Hidalgo (2004).
- Alyssa Edwards spillede Oakley i anden sæson af RuPaul's Drag Race All Stars (2016), i tredje episode kaldet: "HERstory Of The World".
- Andy Pratt' sang "Avenging Annie" fortæller historien om Annie Oakley der møder Pretty Boy Floyd.[60]

## Diverse
Porcelænsfabrikken Bing og Grøndahl producerede en række platter i anledning af 100-året for ”Buffalo Bill's Wild West” autoriseret af The American Historical Society og The Buffalo Bill Center med forskellige billeder malet af Jack Wodson. En af platterne gengiver Annie Oakley både stående skydende og som brystbillede, fremvisende glaskugler og spillekort.